# Pisenus pubescens
Pisenus pubescens es una especie de coleóptero de la familia Tetratomidae.

## Distribución geográfica
Habita en Virginia (Estados Unidos).